# Agrias chrysotaenia
Agrias chrysotaenia är en fjärilsart som beskrevs av Anton Heinrich Fassl 1924. Agrias chrysotaenia ingår i släktet Agrias och familjen praktfjärilar. Inga underarter finns listade i Catalogue of Life.